# Dendrobium leeanum
Dendrobium leeanum là một loài thực vật có hoa trong họ Lan. Loài này được O'Brien mô tả khoa học đầu tiên năm 1891.